# 感謝上蒼找到你
〈感謝上蒼找到你〉（Thank God I Found You）是美國女歌手瑪麗亞·凱莉在2000年1月發行的單曲，它曾獲得美國單曲榜和節奏藍調單曲榜冠軍，成為瑪麗亞·凱莉第15首全美冠軍單曲，這更締造她自1990年出道以來，連續11年都有冠軍單曲產生的紀錄。

## 歌曲介紹

### 收錄專輯
〈感謝上蒼找到你〉最早收錄於瑪麗亞·凱莉第七張個人錄音室專輯《七色彩虹》（Rainbow）中，它同時也是這張專輯所推出的第二首單曲，上一首發行的單曲〈芳心終結者〉曾摘下單曲榜和節奏藍調單曲榜各2週冠軍。

### 單曲簡介
瑪麗亞·凱莉循著1995年和大人小孩雙拍檔合作〈One Sweet Day〉的成功模式，她在這張專輯中也請來了美聲男子團體98º合唱團共同詮釋〈感謝上蒼找到你〉。瑪麗亞·凱莉也是這首單曲的詞曲作者和製作人之一，歌詞中訴說著對愛人那份溢於言表的濃情密意，巧妙的以感恩心情來形容自己對這份愛的珍惜，是一首婚禮場合必備國歌。

### 商業成績
〈感謝上蒼找到你〉在1999年12月11日進入單曲榜，首週成績僅第82名，不過經過近兩個月的時間爬升，這首單曲終於在2000年2月19日登上冠軍寶座，成為瑪麗亞·凱莉第15首全美冠軍單曲。〈感謝上蒼找到你〉在榜內和〈芳心終結者〉一樣都是停留了20週，單曲銷售亦為50萬張。〈感謝上蒼找到你〉除了獲得單曲榜冠軍，在2000年2月26日它逕自登上告示牌節奏藍調單曲榜榜首，成為瑪麗亞·凱莉第7首節奏藍調冠軍單曲。
〈感謝上蒼找到你〉在英國單曲榜最高成績僅為第10名。

## 樂壇紀錄
〈感謝上蒼找到你〉將瑪麗亞·凱莉的全美冠軍單曲數量累積至第15首，這也是在進入千禧年之後瑪麗亞·凱莉所獲得的第一首冠軍單曲，她成為史上擁有最多冠軍單曲藝人的第三位，僅次於披頭四的20首和貓王的17首。另外，瑪麗亞·凱莉自1990年的〈愛的幻影〉至2000年的〈感謝上蒼找到你〉，締造連續11年均有冠軍單曲誕生的紀錄，此紀錄也是所有藝人之冠。